# MV Bill
MV Bill, pseudonimo di Alex Pereira Barbosa (Rio de Janeiro, 3 gennaio 1974), è un rapper, attore e scrittore brasiliano, coautore del libro Falcão - Meninos do Tráfico.
Le iniziali MV stanno per Mensageiro de Verdade, cioè "messaggero di verità".
Controverso autore dell'hip hop brasiliano attivo a Rio de Janeiro. Qui, ha fondato una rete di ONG, che organizzano per i bambini corsi di hip-hop, graffiti, break dance e informatica, per sottrarli al mondo della droga, anche con altre forme di autoriscatto sociale.
Nel libro Cabeça de Porco, pubblicato nel 2005 con i Celso Athayde e l'antropologo Luis Eduardo Soares, discute le soluzioni possibili al problema dell'ingiustizia sociale e della violenza in Brasile.
MV Bill compare in un episodio di Black in Latin America.

## Biografia
Nasce nel quartiere Cidade de Deus a Rio De Janeiro, dove risiede attualmente, da Mano Juca, Vigile del Fuoco, e da Donna Cristina, casalinga. A otto anni viene soprannominato Bill per un mouse vinto con le figurine della Mondiale FIFA del 1982, cambiato poi nel '91 in MV dalle donne evangeliche di Cidade de Deus, che lo sentivano raccontare la realtà delle favelas locali.
Tre anni dopo, avviene il primo contatto col mondo dell'hip hop, dove aver conosciuto i generi della breakdance e del miami bass. il primo evento artistico di rilievo è la collaborazione al film Colors - Colori di guerra del 1984, per il quale traduce alcuni brani della colonna sonora. Da allora iniziò a comporre canzoni e cantare col padre in una scuola di samba.
Nel '93 partecipa alla manifestazione Tiro Inicial di vari generi musicali, ma senza raggiungere ancora il grande pubblico. 
Durante gli anni '90, presenzia a vari spettacoli del gruppo hip hop Racionais MC's, quando si esibiscono a Rio de Janeiro. Ed è quando Mano Brown e Ice Blue presentano una demo registrata dall'etichetta discografica del rapper Carioca Zambia, specializzato in Black Music, che MV Bill diventa un cantante professionista e riesce a registrare il suo primo disco Mandando Closed coon la casa discografica Zambia Records.
Nel 1998, MV Bill pubblica CDD Mandando Fechado con la casa discografica Zambia Phonographic, raccontando le storie del quartiere in cui vive, ma alterando il nome delle persone per preservare le loro identità.  Un anno dopo l'album viene arricchito con tre nuovi brani (De Homem pra Homem", "Sem Esquecer as Favelas" e "Soldado do Morro") e rimasterizzato dalla Natasha Records con il titolo di Trafficking Information. alla sua realizzazione partecipano  Blue Ice, membro dei Racionais Mcs, il disc jockey KL Jay, DJ Will, e sua sorella Kmila CDD.
Traficando Informacao è anche il titolo del suo primo videoclip, prodotto con la  Conspiração Filmes nel '99.
È uno dei pochi artisti rap a partecipare al Free Jazz Festival, durante il quale desta numerose polemiche per aver indossato una pistola, che poi rivelerà essere un giocattolo.
Nel 2000 compare in televisione per una campagna pubblicitaria contro gli atti di vandalismo nelle cabine telefoniche pubbliche. Nel mese di agosto la sua canzone "A Noite", perde l'edizione di Video Music Brasil, in onda su MTV Brasile, dove si afferma "Us Mano e come Mina" del cantante brasiliano Xis. A dicembre realizza il videoclip di "Soldado do Morro", nel quale riprende il lavoro dei trafficanti di droga nel quartiere. La sua scelta di indossare un fucile per tutta la durata del video gli procura un'accusa di istigazione al crimine e le reazioni negative di vari artisti. D'altra parte, Caetano Veloso, Djavan e Gilberto Gil si schierano favore di MV. e il videoclip ottiene il Prêmio Hutúz -il più importante riconoscimento per questo genere musicale in America Latina - como "Miglior Videoclip dell'Anno", e una menzione speciale come "Migliore Videoclip del Rap" all'MTV Music Awards brasiliano del 2001.

## Discografia
- 1998, Traficando Informação
- 2002, Declaração de Guerra
- 2006, Falcão, O Bagulho É Doido
- 2010, Causa E Efeito
- 2011, "Beat The World" (colonna sonora)